# تيرليتسي
تيرليتسي (بالإيطالية: Terlizzi)‏ هي بلدة وبلدية في مقاطعة باري في إقليم بوليا في جنوب إيطاليا.

## السكان
في سنة 1861 بلغ عدد السكان 18٬009 نسمة، وتطور العدد ليصل في سنة 2011 لـ 26٬986 نسمة.
يظهر هذا المخطط البياني تطور النمو السكاني لـ تيرليتسي

## توأمة
لتيرليتسي اتفاقيات توأمة مع:
- سستو سان جوفاني

## أعلام
- نيكي فيندولا